# Pizzoccheri
Pizzoccheri jsou krátké tagliatelle, ploché rovné těstoviny, vyráběné z 80 % pohankové a 20 % pšeničné mouky. Podle klasických receptů z oblastí Valtellina a Graubünden se vaří ve vodě spolu s listovou zeleninou (obvykle mangoldem nebo kapustou) a kostkami brambor. Uvařená směs se na talíři proloží kousky sýra Valtellina Casera a posype strouhaným parmezánem či sýrem Grana Padano. Nakonec se zaleje máslem, ve kterém byla zlehka osmažena šalvěj s česnekem.
Výroba domácích těstovin Pizzoccheri není složitá, ale dají se koupit i hotové.
V italském Tegliu se dvakrát do roka konají specializované trhy (tzv. sagre) – v červenci se pořádá La Sagra dei Pizzoccheri a v září pak slavnost The Golden Pizzocchero.
Takzvané Pizzoccheri bianchi, které se vyrábějí v okolí Chiavenny, jsou specifickou formou těstovin gnocchetti a obvykle se dělají z bílé pšeničné mouky a tvrdého chleba.